# Górno (gemeente)
De gemeente Górno is een landgemeente in het Poolse woiwodschap Święty Krzyż, in powiat Kielecki.
De zetel van de gemeente is in Górno.
Op 30 juni 2004 telde de gemeente 12 793 inwoners.

## Oppervlakte gegevens
In 2002 bedroeg de totale oppervlakte van gemeente Górno 83,26 km², waarvan:
- agrarisch gebied: 77%
- bossen: 12%

De gemeente beslaat 3,7% van de totale oppervlakte van de powiat.

## Demografie
Stand op 30 juni 2004:
| Omschrijving                   | Totaal | Totaal | Vrouwen | Vrouwen | Mannen | Mannen |
| ------------------------------ | ------ | ------ | ------- | ------- | ------ | ------ |
| eenheid                        | aantal | %      | aantal  | %       | aantal | %      |
| inwoners                       | 12 793 | 100    | 6419    | 50,2    | 6374   | 49,8   |
| bevolkingsdichtheid (inw./km²) | 153,7  | 153,7  | 77,1    | 77,1    | 76,6   | 76,6   |

In 2002 bedroeg het gemiddelde inkomen per inwoner 1328,27 zł.

## Aangrenzende gemeenten
Bieliny, Bodzentyn, Daleszyce, Kielce, Masłów

## Administratieve plaatsen (sołectwo)
- Bęczków
- Cedzyna
- Górno
- Górno-Parcele
- Krajno Drugie
- Krajno Pierwsze
- Krajno-Parcele
- Krajno-Zagórze
- Leszczyny
- Podmąchocice
- Radlin
- Skorzeszyce
- Wola Jachowa